# 会场盘
会场盘為日本唱片業一種行銷手法，为將原有的唱片更改包裝、收錄新歌或是收錄現場版本到現場作販售，并仅在现场販售。